# دونكان فيرغسون (أستاذ جامعي)
دونكان فيرغسون (بالإنجليزية: Duncan Ferguson)‏ هو نحات أمريكي، ولد في 1901 في شانغهاي في الصين، وتوفي في 29 أبريل 1974 في سانتا مونيكا في الولايات المتحدة بسبب سرطان.